# Jan Willem van Merode
Jan Willem of Jean Guillaume Augustin van Merode (16 juni 1722 - 7 januari 1763) was de zesde markies van Westerlo.
Hij was de oudste zoon van Jan Filips Eugeen van Merode (1674-1732), Graaf van Merode en van het Heilig Rijk, 5de Markies van Westerlo, Graaf van Montfort, Olen en Batenburg, Baron van Pietersheim, Stein en Quabeek, Heer van Geel, Herselt, Hulshout, Odenkirchen, en Ridderkirchen. Erfburggraaf van het Aartsbisdom Keulen, Grande van Spanje van eerste klasse, Lid van de raad van State en van Oorlog, Kapitein van de Brabantse lijfwacht van zijne Keizerlijke en Katholieke Majesteit, Ridder van het Gulden Vlies, en Kamerheer en Veldmaarschalk des Keizers en Charlotte Wilhelmine Amalie Alexandrina von Nassau-Hadamar (1703–1740), dochter van Frans Alexander, vorst van Nassau-Hadamar.  
Hij trouwde in 1742 met Louise Eleonore de Rohan Rochefort. Ze kregen één dochter Louise Julie (1747-1774) die in 1773 huwde met Herman van Hohenzollern-Hechingen. Door het ontbreken van een mannelijke opvolger werd de lijn Merode-Westerloo voortgezet door zijn broer Filips Maximiliaan van Merode (4 juli 1729 - 25 januari 1773).
Hij kocht in 1745 de baronie van Ronse en liet de titel eveneens aan zijn broer Filips Maximiliaan van Merode geven. 